# Razmatazz
Razmatazz è un album del Quartetto Borciani del 1997. Contiene "musiche dell'avanguardia non accademica e della tradizione popolare, scritte, raccolte e trascritte per il Quartetto Borciani" 

## Tracce
1. Chatwin 1 – 3:45 (musica: Pierluigi Castellano)
2. Chatwin 2 – 3:39 (musica: Pierluigi Castellano)
3. Chatwin 3 – 3:29 (musica: Pierluigi Castellano)
4. Chatwin 4 – 4:35 (musica: Pierluigi Castellano)
5. Caucaso – 6:20 (musica: Paolo Modugno e Andrea Rosano)
6. Luce - Ombra – 6:19 (musica: Luigi Ceccarelli)
7. Cadmio – 3:21 (musica: Andrea Masotti)
8. La nave dei folli 1 – 2:55 (musica: Tiziano Popoli)
9. La nave dei folli 2 – 1:01 (musica: Tiziano Popoli)
10. La nave dei folli 3 – 4:24 (musica: Tiziano Popoli)
11. La via Quartet – 4:28 (musica: Vincenzo Zitello)